# Nouvelles Idées
Pour les articles homonymes, voir Nouvelles Idées pour Monaco.
Nouvelles Idées (en espagnol : Nuevas Ideas, abrégé N ou NI) est un parti politique salvadorien créé pour soutenir le président Nayib Bukele en vue des élections législatives de février 2021.

## Fondation
Après une tentative infructueuse en 2017, le parti est fondé le 21 août 2018, et enregistré officiellement trois jours plus tard, peu avant la victoire dès le premier tour de Nayib Bukele à l'élection présidentielle de février 2019. Il est dirigé par Federico Gerardo Anliker, puis par Xavier Zablah Bukele, cousin du président.

## Idéologie

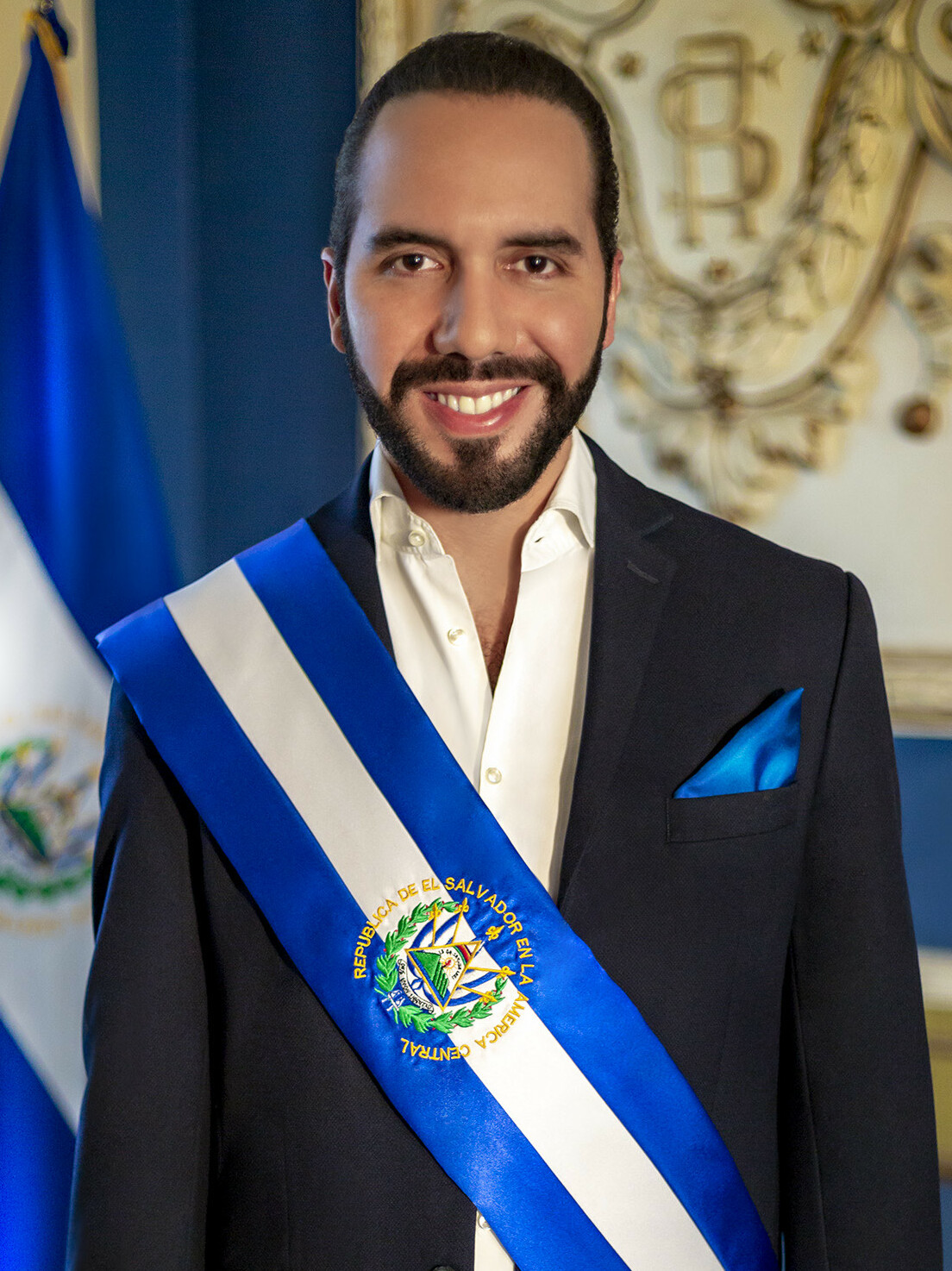
Nayib Bukele, président salvadorien soutenu par le parti Nouvelles Idées

Le parti Nouvelles Idées est comparé à une « coquille vide » sur le plan idéologique : il n'a pas déclaré de principes dans ses statuts, ni élaboré de programme politique.
Au pouvoir, Nayib Bukele se focalise sur les questions sécuritaires et n'engage pas de réformes sur le plan économique et social.

## Scandales
Le site d’investigation El Faro révèle en septembre 2020 que Nayib Bukele négocie secrètement depuis un an un accord avec le plus puissant gang du pays, la Mara Salvatrucha. En contrepartie d’un assouplissement des conditions de détention de ses membres et d’autres promesses, le gang se serait engagé à réduire le nombre d'assassinats et à soutenir la formation politique de Nayib Bukele lors des élections de 2021.

## Résultats
| Année | Voix      | %     | Rang | Élus    | +/- |
| ----- | --------- | ----- | ---- | ------- | --- |
| 2021  | 1 742 301 | 66,58 | 1er  | 56 / 84 | Nv  |
| 2024  | 2 276 412 | 70,09 | 1er  | 54 / 60 | -2  |